# Eleccions presidencials del Senegal de 1963
L'1 de desembre de 1963 es van celebrar tant eleccions presidencials com legislatives al Senegal per a elegir un President i una Assemblea Nacional. Era la primera vegada que el President era triat directament. No obstant això, el titular, Léopold Sédar Senghor de la Unió Progressista Senegalesa (UPS), va ser l'únic candidat, i va ser reelegit sense oposició. La UPS també va guanyar els 80 escons de l'Assemblea Nacional amb el 94,2% dels vots. La participació dels votants va ser d'al voltant del 86% per a l'elecció presidencial i del 90% per a l'elecció de l'Assemblea.